# Benvenuto Maria Disertori
Benvenuto Maria Disertori (Trento, 16 febbraio 1887 – Milano, 22 gennaio 1969) è stato un musicologo e incisore italiano.

## Biografia
Personalità dai molteplici interessi, oltre che musicologo è stato uno dei più importanti incisori italiani del primo ‘900, attivo sia nel campo dell'illustrazione, sia nella produzione di ex libris.
Ha usato tutte le varie tecniche incisorie quali l'acquaforte e la xilografia, il bulino e la puntasecca.
Ha collaborato con La Tempra e L'Eroica, riviste di letteratura e xilografia attive nella prima metà del XX secolo.
Nel 1925 ha sposato la pittrice olandese Regina Philippona.
Professore d'Incisione all'Accademia di Brera a Milano, dal 1931 al 1960;
nel 1950 è stato tra i cofondatori all’Istituto G.Cesari di Cremona, dove peraltro ha insegnato Paleografia musicale rinascimentale.
Esemplari delle sue opere sono conservate al Gabinetto delle Stampe agli Uffizi di Firenze e al Metropolitan Museum di New York. Il MART di Rovereto oltre ad una collezione di grafiche originali, possiede anche una ricca serie di suoi legni per xilografia.

## Mostre
- MART, Benvenuto Disertori, Rovereto, 2010